# The Killing Fields (álbum)
The Killing Fields es el décimo disco de estudio de Mike Oldfield, lanzado en 1984. Es la banda sonora de la película británica del mismo nombre, drama basado en las experiencias de dos periodistas durante el régimen de los Jemeres Rojos en Camboya. Es la única banda sonora escrita por Oldfield y la música fue orquestada por David Bedford.

## Historia
Aunque la música de Oldfield ya había sido utilizado anteriormente en bandas sonoras de películas como El exorcista y The Space Movie, ésta es la única incursión de Mike Oldfield como compositor por encargo para el cine. Oldfield compuso el álbum con un sampler Fairlight CMI.
Al igual que en otros casos, el álbum no es un registro completo de toda la banda sonora compuesta para la película. Así, lo más notable es que la música que acompaña a la secuencia del cuarto oscuro no figura en dicho álbum. El sencillo, Étude, es una versión orquestal de la pieza Recuerdos de la Alhambra, compuesta por Francisco Tarrega.
Oldfield pasó seis meses trabajando en la banda sonora de The Killing Fields antes de salir de gira, pero cuando regresó los productores de la película le pidieron la composición de más temas, por lo que Oldfield propuso incluir una orquesta, Orquesta Estatal de Baviera, y un coro infantil, Coro de niños de Tölz. La grabación del disco finalizó tres meses más tarde siendo lanzado pocos meses después del anterior trabajo de Oldfield, Discovery.

## Lista de canciones
- Toda la música compuesta por Mike Oldfield, excepto donde se indica.

| Cara A |                      |          |  |
| N.º    | Título               | Duración |  |
| 1.     | «Pran's Theme»       | 0:44     |  |
| 2.     | «Requiem for a City» | 2:11     |  |
| 3.     | «Evacuation»         | 5:14     |  |
| 4.     | «Pran's Theme 2»     | 1:41     |  |
| 5.     | «Capture»            | 2:24     |  |
| 6.     | «Execution»          | 4:47     |  |
| 7.     | «Bad News»           | 1:14     |  |
| 8.     | «Pran's Departure»   | 2:08     |  |

| Cara B |                                                        |          |  |
| N.º    | Título                                                 | Duración |  |
| 9.     | «Worksite»                                             | 1:16     |  |
| 10.    | «The Year Zero» (David Bedford)                        | 0:28     |  |
| 11.    | «Blood Sucking»                                        | 1:19     |  |
| 12.    | «The Year Zero 2»                                      | 0:37     |  |
| 13.    | «Pran's Escape / The Killing Fields»                   | 3:17     |  |
| 14.    | «The Trek»                                             | 2:02     |  |
| 15.    | «The Boy's Burial / Pran Sees the Red Cross»           | 2:24     |  |
| 16.    | «Good News»                                            | 1:46     |  |
| 17.    | «Étude» (Francisco Tárrega, arreglos de Mike Oldfield) | 4:37     |  |

## Personal
- Mike Oldfield: guitarras, sintetizadores, Fairlight computer, productor, ingeniero de sonido.
- Preston Heyman: percusión oriental.
- Morris Pert: percusión.
- Eberhard Schoener: director de orquesta.
- Orquesta Estatal de Baviera.
- Tölzer Knabenchor.